# 布费雷
布费雷（法語：Boufféré，法語發音：[bufeʁe]）是法国卢瓦尔河地区大区旺代省的一个旧市镇，位于该省北部，属于永河畔拉罗什区。2019年，布费雷与临近的4个市镇合并为新市镇蒙泰居旺代。

## 地理
布费雷（46°57'41"N, 1°20'25"W）面积16.55 平方千米，位于法国卢瓦尔河地区大区旺代省，该省份为法国西部沿海省份，北起大西洋卢瓦尔省和曼恩-卢瓦尔省，西临大西洋，南至滨海夏朗德省，东部及东南部与德塞夫勒省接壤。
与布费雷接壤的市镇（或旧市镇、城区）包括：维埃耶维涅、莱布鲁济勒、莱贝热芒、蒙泰居、蒙特雷韦尔、圣乔治德蒙泰居、圣伊莱尔德卢莱。

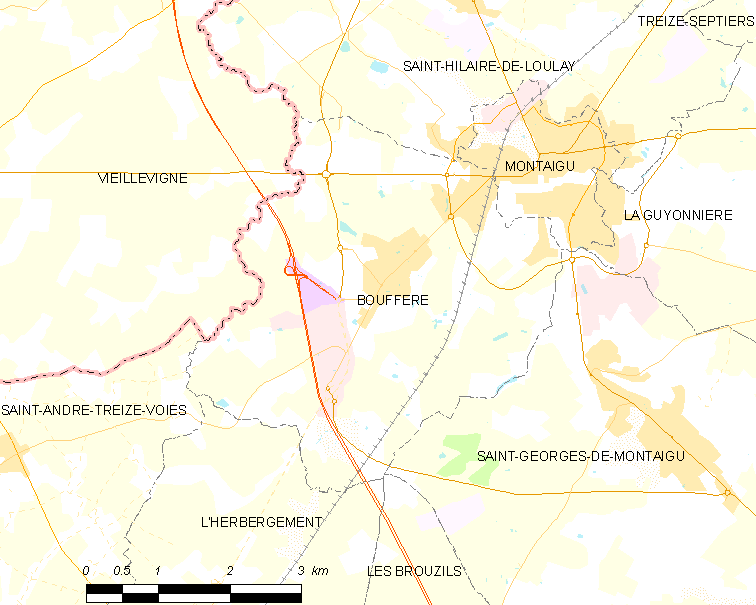
布费雷的OSM定位图

布费雷的时区为UTC+01:00、UTC+02:00（夏令时）。

## 行政
布费雷的邮政编码为85600，INSEE市镇编码为85027。

## 政治
布费雷所属的省级选区为蒙泰居旺代县。

## 人口

1962-2008年间布费雷人口变化图示

布费雷于2018年1月1日时的人口数量为3430人。